# Mistrzostwa świata juniorów do lat 16 w szachach
Mistrzostwa świata juniorów do lat 16 w szachach – rozgrywki szachowe mające na celu wyłonienie najlepszych juniorów świata w kategorii wiekowej do 16 lat, organizowane corocznie od 1981. Turnieje były – po zmianie w 1981 kategorii wiekowej – kontynuacją mistrzostw do 17 lat, które odbywały się od 1974 (trzy pierwsze edycje pod nazwą Puchar Świata młodzików [juniorów młodszych] do 17 lat – zwycięzcy tych turniejów otrzymywali nieoficjalny tytuł mistrzów świata). Pierwszy turniej juniorek (w 1981) nosił nazwę Pucharu Świata juniorek do 16 lat, oficjalne mistrzostwa dziewcząt rozgrywane są od 1984.
Zwycięzcom turniejów dziewcząt i chłopców Międzynarodowa Federacja Szachowa przyznaje tytuły mistrzyni i mistrza FIDE (o ile nie byli oni do tej pory zawodnikami utytułowanymi). Jeśli pierwsze miejsce dzielone było przez nie więcej niż trzy osoby, każda z nich otrzymuje ten tytuł.

## Medaliści mistrzostw świata juniorów do 16 lat
| Rok  | Miasto          | Juniorzy                                                                | Juniorki                                                                   | Źródło |
| ---- | --------------- | ----------------------------------------------------------------------- | -------------------------------------------------------------------------- | --- |
| 1981 | Embalse         | 1. Stuart Conquest 2. Ennio Arlandi 3. Carlos Matamoros Franco          |                                                                            | „Szachy” nr 2/1982, str. 38 |
| 1981 | Bognor Regis    |                                                                         | 1. Zsuzsa Polgár 2. Jolanta Rojek 3. Heleen de Greef                       | „Szachy” nr 2/1982, str. 37 |
| 1982 | Guayaquil       | 1. Jewgienij Bariejew 2. Saeed-Ahmed Saeed 3. James Howell              | nie rozegrano                                                              | „Szachy” nr 12/1982, str. 290 |
| 1983 | Bucaramanga     | 1. Aleksiej Driejew 2. Eduardo Rojas Sepulveda 3. Jose Guillen Ramirez  | nie rozegrano                                                              | „Szachy” nr 10/1983, str. 239 |
| 1984 | Champigny       | 1. Aleksiej Driejew 2. Jeroen Piket 3. Viswanathan Anand                | 1. Ildikó Mádl 2. Madalina Stroe 3. Mirjana Marić                          | „Szachy” nr 7/1984, str. 166 |
| 1985 | Petach Tikwa    | 1. Eduardo Rojas Sepulveda 2. Slavko Cicak 3. Ilan Manor                | 1. Mirjana Marić 2. Nataša Bojković 3. Malina Nicoara                      | „Szachy” nr 7/1985, str. 139 |
| 1986 | Río Gallegos    | 1. Władimir Akopian 2. Ilja Gurewicz 3. Christopher Lutz                | 1. Katrin Aładżowa 2. Ketino Kachiani 3. Judit Polgár                      | „Szachy” nr 11/1986, str. 238 |
| 1987 | Innsbruck       | 1. Hannes Stefánsson 2. Michael Adams 3. Loek van Wely                  | 1. Alisa Gallamowa 2. Nataša Bojković 3. Sabine Fruteau                    | „Szachy” nr 8/1987, str. 178 |
| 1988 | Timișoara       | 1. Aleksiej Szyrow 2. Ilja Gurewicz 3. Joël Lautier                     | 1. Alisa Gallamowa 2. Elena-Luminița Radu 3. Ana-Maria Botsari             | „Szachy” nr 10/1988, str. 233 |
| 1989 | Aguadilla       | 1. Siergiej Tiwiakow 2. Matthew Sadler 3. Artur Kogan                   | 1. Krystyna Dąbrowska 2. Tea Łanczawa 3. Maja Koen                         | „Szachy” nr 10/1989, str. 246 |
| 1990 | Singapur        | 1. Konstantin Sakajew 2. Eran Liss 3. Weselin Topałow                   | 1. Tea Łanczawa 2. Jekatierina Kowalewska 3. Violeta Todorović             | „Szachy” nr 8/1990, str. 172 |
| 1991 | Guarapuava      | 1. Dharshan Kumaran 2. Aleksander Oniszczuk 3. Zoltán Almási            | 1. Nino Churcidze 2. Ilaha Kadimowa 3. Inna Dubinka                        | „Szachista” nr 12/1991, str. 361 |
| 1992 | Duisburg        | 1. Ronen Har-Cewi 2. Piotr Swidler 3. Daniel Fridman                    | 1. Almira Skripczenko 2. Tetiana Wasylewycz 3. Mónika Grábics              | „Szachista” nr 9/1992, str. 268 |
| 1993 | Bratysława      | 1. Đào Thiên Hải 2. Helgi Áss Grétarsson 3. Giovanni Vescovi            | 1. Elina Danielian 2. Nikoletta Lakos 3. Maia Lomineiszwili                | „Szachista” nr 10/1993, str. 296 |
| 1994 | Segedyn         | 1. Péter Lékó 2. Māris Krakops 3. Rustam Kasimdżanow                    | 1. Natia Apchaidze 2. Natalija Żukowa 3. Anna Zatonskih                    | „Szachista” nr 10/1994, str. 294 |
| 1995 | Guarapuava      | 1. Hrvoje Stević 2. Rafael Leitão 3. Rustam Kasimdżanow                 | 1. Rusudan Goletiani 2. Sopio Tkeszelaszwili 3. Szidónia Vajda             | „Szachista” nr 2/1996, str. 34 |
| 1996 | Cala Galdana    | 1. Alik Gerszon 2. Karen Asrian 3. Péter Ács                            | 1. Anna Zozulia 2. Hoàng Thanh Trang 3. Ruth Sheldon                       | „Szachista” nr 12/1996, str. 369 |
| 1997 | Erywań          | 1. Levente Vajda 2. Lewon Aronian 3. Aleksander Kundin                  | 1. Xu Yuanyuan 2. Lilit Mykyrtczian 3. Jekatierina Połownikowa             | „Szachista” nr 12/1997, str. 363 |
| 1998 | Oropesa del Mar | 1. Ibragim Chamrakułow 2. Diego Flores 3. Lázaro Bruzón Batista         | 1. Wang Yu 2. Cristina Moszina 3. Jelena Makowiecka                        | „Szachista” nr 12/1998, str. 371 |
| 1999 | Oropesa del Mar | 1. Leonid Kritz 2. Dmitrij Jakowienko 3. Ni Hua                         | 1. Sopiko Chuchaszwili 2. Ana-Cristina Calotescu 3. Jekatierina Ubijennych | szachowavistula.pl |
| 2000 | Oropesa del Mar | 1. Zwiad Izoria 2. Denis Chismatullin 3. Mark Paragua                   | 1. Sopiko Chuchaszwili 2. Zhao Xue 3. Anna Nowikowa                        | |
| 2001 | Oropesa del Mar | 1. Konstantine Szanawa 2. Anton Korobow 3. Jewgienij Aleksiejew         | 1. Nana Dzagnidze 2. Oksana Wozowik 3. Joanna Worek                        | |
| 2002 | Heraklion       | 1. Lewan Panculaja 2. Leonid Gierżoj 3. Radosław Wojtaszek              | 1. Tamara Czistiakowa 2. Nana Dzagnidze 3. Marija Fominych                 | |
| 2003 | Kalitea         | 1. Borki Predojević 2. Anthony Bellaiche 3. Jewgienij Tomaszewski       | 1. Polina Małyszewa 2. Karina Szczepkowska 3. Salome Melia                 | |
| 2004 | Heraklion       | 1. Maxim Rodshtein 2. David Baramidze 3. Luka Lenič                     | 1. Bela Chotenaszwili 2. Joanna Majdan 3. Maka Purceladze                  | WORLD YOUTH CHESS CHAMPIONSHIPS 2004 Heraklio, Crete - GREECE, November 3-14 Categories for Boys & Girls under 10, 12, 14, 16 & 18 GENERAL REGULATIONS |
| 2005 | Belfort         | 1. Aleksandr Lenderman 2. Jan Niepomniaszczij 3. Maxime Vachier-Lagrave | 1. Anna Muzyczuk 2. Miranda Mikadze 3. Yulduz Chamrakułowa                 | |
| 2006 | Batumi          | 1. Jacek Tomczak 2. Wołodymyr Onyszczuk 3. Nguyễn Ngọc Trường Sơn       | 1. Sopiko Guramiszwili 2. Gülnar Məmmədova 3. Salome Chażomia              | |
| 2007 | Kemer           | 1. Ioan-Cristian Chirilă 2. Ruben Pereira 3. Borys Charczenko           | 1. Keti Cacalaszwili 2. Olga Giria 3. Olga Iwanienko                       | World Youth Championship – and the winners are... |
| 2008 | Vũng Tàu        | 1. Baskaran Adhiban 2. Panayappan Sethuraman 3. Das Debashis            | 1. Nazi Paikidze 2. Klaudia Kulon 3. Keti Cacalaszwili                     | |
| 2009 | Antalya         | 1. Panayappan Sethuraman 2. Vidit Santosh Gujrathi 3. Maxime Lagarde    | 1. Deysi Cori Tello 2. Meri Arabidze 3. Nazi Paikidze                      | |
| 2010 | Porto Karas     | 1. Kamil Dragun 2. Daniel Sadzikowski 3. Iwan Bukawszyn                 | 1. Nastassia Ziaziulkina 2. Nguyễn Thị Mai Hưng 3. Lisa Schut              | |
| 2011 | Caldas Novas    | 1. Jorge Cori Tello 2. Idani Pouya 3. Alibek Igambergenow               | 1. Nastassia Ziaziulkina 2. Hanna-Marie Klek 3. Aura Cristina Salazar      | |
| 2012 | Maribor         | 1. Urii Jelisiejew 2. Girish Koushik 3. Maksim Czigajew                 | 1. Anna Stjażkina 2. Polina Rodionowa 3. Xiao Yiyi                         | |
| 2013 | Al-Ajn          | 1. Karthikeyan Murali 2. Girish Koushik 3. Kiriłł Aleksiejenko          | 1. Gu Tianlu 2. Irene Nicolas Zapata 3. Sarasadat Khademalsharieh          | |
| 2014 | Durban          | 1. Alan Pichot 2. Chithambaram Aravindh 3. Bilel Bellahcene             | 1. Laura Unuk 2. Stawrula Tsolakidu 3. Veronika Gažikova                   | |

## Medaliści mistrzostw świata juniorów do 17 lat
| Rok     | Miasto              | Juniorzy                                                    | Źródło                                               |
| ------- | ------------------- | ----------------------------------------------------------- | ---------------------------------------------------- |
| 1974    | Pont-Sainte-Maxence | 1. Jonathan Mestel 2. Jewgienij Władimirow 3. Oskar Orel    | The Batsford Chess Yearbook 1975, Batsford, str. 128 |
| 1975    | Creil               | 1. David Goodman                                            |                                                      |
| 1976    | Wattignies          | 1. Nir Grinberg 2. Murray Chandler 3. Dan Cramling          | „Szachy” nr 8/1987, str. 180                         |
| 1977    | Cagnes-sur-Mer      | 1. Jón Árnason 2. Jay Whitehead 3. Garri Kasparow           | „Szachy” nr 12/1977, str. 363                        |
| 1978/79 | Sas van Gent        | 1. Paul Motwani 2. Jose Huergo 3. Nigel Short               | „Szachy” nr 4/1978, str. 112                         |
| 1979    | Belfort             | 1. Marcelo Tempone 2. Nigel Short 3. Iván Morovic Fernández | „Szachy” nr 10/1979, str. 298                        |
| 1980    | Hawr                | 1. Walerij Sałow 2. Alon Greenfeld 3. Joel Benjamin         | „Szachy” nr 11-12/1980, str. 319                     |